# Filipe La Féria

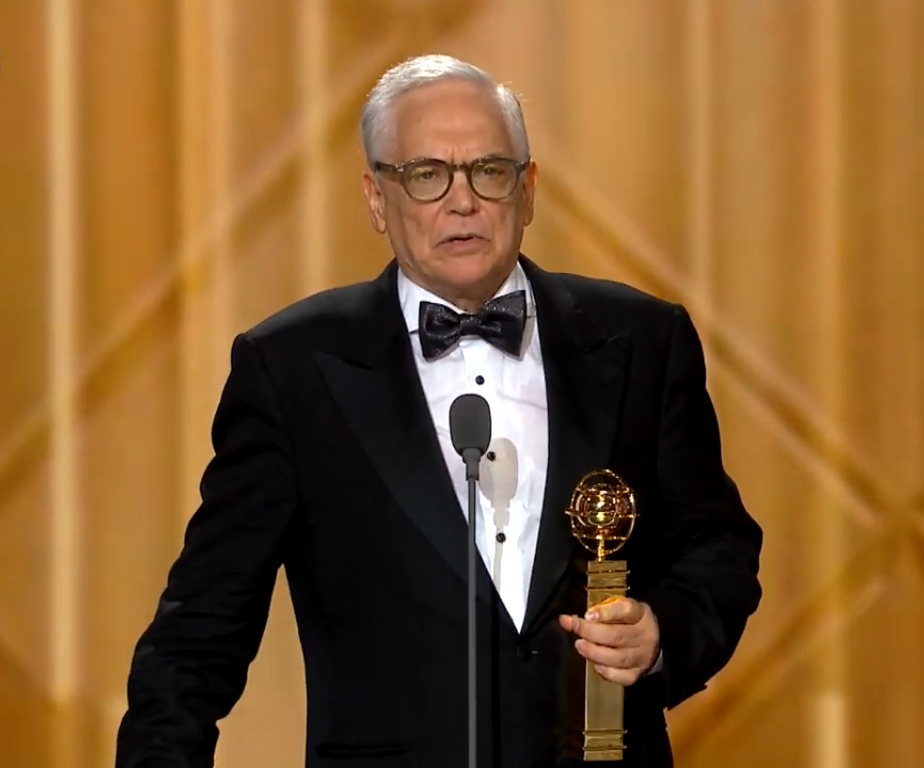
Filipe La Féria (2024)

Luís Filipe de La Féria Valente e Orta (* 17. Mai 1945 in Aldeia Nova de São Bento) ist ein portugiesischer Theaterregisseur und Drehbuchautor.

## Leben
La Féria stammt aus einer wohlhabenden, traditionsreichen Großgrundbesitzerfamilie des Alentejo. Nach ersten Statistenrollen ab 1961 wurde er ab 1963 Schauspieler des Ensembles von Amélia Rey Colaço am Lissabonner Teatro Nacional D. Maria II. Er gehörte danach zu den Ensembles u. a. des Teatro Experimental de Cascais und des Teatro Cornucópia. Als Stipendiat der Gulbenkian-Stiftung studierte er Inszenierung in London. Er wurde danach für 16 Jahre Intendant der Casa da Comédia in Lissabon, um sich ab 1990 der Inszenierung von Musicals zu widmen. Seine ersten Produktionen waren What happened to Madalena Iglésias und Passa por Mim no Rossio (dt. etwa: Besuch´ mich mal am Rossio), am Teatro Nacional D. Maria II. Insbesondere die letztgenannte Produktion wurde ein großer Publikumserfolg und erhöhte seine Bekanntheit. Er schrieb daran anknüpfend auch für das Fernsehen verstärkt Stücke und Seriendrehbücher.
1991 baute er das Teatro Politeama um, und brachte dort seit der Neueröffnung 1992 eine Vielzahl Produktionen auf die Bühne. Sein 2000 dort von ihm produziertes Musical Amália, das sich dem Leben der 1999 verstorbenen Sängerinnenikone Amália Rodrigues widmete, lief sechs Jahre lang. Auch seine Inszenierung von My Fair Lady (2002) wurde ein großer Erfolg, und Stücke wie A Casa do Lago (dt.: Das Haus am See) mit Eunice Muñoz und Ruy de Carvalho, etablierten das Haus weiter in der Kulturlandschaft der Hauptstadt.
2007 wurde er zusätzlich Intendant des Teatro Rivoli in Porto, wo er u. a. Jesus Christ Superstar erfolgreich auf die Bühne brachte. Seine Tätigkeit als Drehbuchautor für Serien und Filme des Fernsehens, die er häufig selbst produzierte, führte er dabei weiter.
Er war seit den 1990er Jahren über zehn Jahre lang Professor an der Unabhängigen Universität Lissabon (Universidade Independente), wo er den Fachbereich Kunst und Bild (Arte e Imagem) leitete.

## Rezeption
Filipe La Féria gilt als ein Erneuerer der breitenwirksamen Bühnenproduktionen in Portugal, und auch als Innovator, der an die früher populären Revuetheater Lissabons anknüpft. So wurde er bei der Verleihung der Globos de Ouro 2001 als Theaterpersönlichkeit des Jahres ausgezeichnet.
1992 verlieh ihm Präsident Mário Soares den Orden des Infanten Dom Henrique im Komtursrang (port.: Comendador). 2006 erhielt er den Portugiesischen Verdienstorden im Großkomtursrang (port.: Grande-Oficial) von Präsident Jorge Sampaio.
2010 zeichnete die portugiesische Sektion des internationalen Schwulen- und Lesbenverbands ILGA La Féria aus, für seine öffentlichkeitswirksame Inszenierung von Poirets Ein Käfig voller Narren (port.: A Gaiola dos Loucos).